# Drinkwater Pond
Der Drinkwater Poind (englisch für Trinkwassertümpel) ist ein kleiner See auf der Livingston-Insel im Archipel der Südlichen Shetlandinseln. Auf der Byers-Halbinsel liegt er auf einem Plateau am Kopfende eines Flusses, der eine Lagune 800 m östlich des Point Smellie an den President Beaches speist.
Das UK Antarctic Place-Names Committee benannte ihn 1993 so, weil er als Trinkwasserreservoir für eine Mannschaft des British Antarctic Survey gedient hatte, die von 1990 bis 1991 in diesem Gebiet tätig war.